# Bruno Sedlaczek
Bruno Sedlaczek (* 5. Januar 1928 in Zabelkau, heute Teil der Landgemeinde Krzyżanowice) ist ein ehemaliger deutscher Diplomat. Er war Botschafter der Deutschen Demokratischen Republik im Libanon.

## Leben
Sedlaczek, Sohn einer Arbeiterfamilie, besuchte die Oberschule und legte das Abitur ab. 1944/1945 leistete er Kriegsdienst bei der Wehrmacht und geriet in sowjetische Kriegsgefangenschaft. 1949 besuchte er die Antifa-Zentralschule. Er kehrte dann nach Deutschland zurück, trat der SED bei und war Sekretär der FDJ-Kreisleitung Haldensleben.
Ab 1951 war er Angehöriger des Diplomatischen Dienstes der DDR. Er war zunächst Mitarbeiter in der Kaderabteilung des Ministeriums für Auswärtige Angelegenheiten der DDR (MfAA). Er absolvierte bis 1961 ein Fernstudium an der Deutschen Akademie für Staats- und Rechtswissenschaften in Potsdam-Babelsberg mit Abschluss als Diplom-Staatswissenschaftler. Von 1961 bis 1964 fungierte er als Erster Sekretär an der Botschaft der DDR in Moskau und studierte anschließend von 1964 bis 1966 an der Diplomaten-Hochschule des sowjetischen Außenministeriums in Moskau. Von 1966 bis 1969 war er amtierender Leiter der Dritten Außereuropäischen Abteilung (Naher und Mittlerer Osten) im MfAA. 1969/1970 war er – als Legationsrat – Leiter der DDR-Handelsvertretung in Algier und 1970/1971 Botschaftsrat an der DDR-Botschaft ebendort. Von 1971 bis 1973 wirkte er als stellvertretender Leiter der Dritten Außereuropäischen Abteilung (Naher und Mittlerer Osten) im MfAA. Von 1973 bis 1977 war Sedlaczek Botschafter der DDR in Beirut. Zwischen 1977 und 1981 fungierte er als Sektorenleiter in der Abteilung Internationale Verbindungen beim ZK der SED. Von 1981 bis 1986 war er erneut Botschafter der DDR in Beirut. 1990 war er Mitarbeiter der Abteilung Nord- und Westafrika im MfAA.
Sedlaczek lebt heute in Berlin und ist Mitglied der Partei Die Linke.

## Auszeichnungen
- Verdienstmedaille der DDR
- Vaterländischer Verdienstorden in Bronze und Silber (1976)
- Orden Banner der Arbeit Stufe II (1982)[1]